# 1539
1539 (MDXXXIX) fue un año común comenzado en miércoles del calendario juliano. 

## Acontecimientos
- 9 de enero: Francisco Pizarro funda la ciudad peruana de Ayacucho, con el nombre de San Juan de la Frontera.
- 30 de abril: Bidón de petróleo enviado desde Nueva Cádiz, Nueva Esparta, arriba a Cádiz en la nao Santa Cruz. Primero documentado en la historia de Venezuela.
- mayo: Hernando de Soto desembarcó con nueve barcos y más de 620 hombres y 220 caballos en el sur de la bahía de Tampa, al frente de la primera expedición europea (1539-1543) que se internó profundamente en el hoy territorio de Estados Unidos, y la primera documentada por haber cruzado el río Misisipi.
- 24 de junio: fundación de la ciudad colombiana de San Juan de Pasto.
- 6 de agosto: fundación de Santiago de Tunja por Gonzalo Suárez Rendón.
- 15 de agosto: el mariscal Jorge Robledo funda en Colombia el pueblo de Santa Ana de Los Caballeros, hoy conocido como Anserma.
- 3 de septiembre: se aprueban los estatutos que Ignacio de Loyola presentó al papa Paulo III, para la fundación de la Compañía de Jesús.

## Nacimientos
- Luis de Carvajal y de la Cueva, gobernador de Nuevo León.
- 25 de enero:Luis de Velasco, virrey de la Nueva España.
- 12 de abril:Inca Garcilaso de la Vega, escritor e historiador peruano.
- Fausto Socino, teólogo italiano.

## Fallecimientos
- (día no registrado) Ayapin, rey tahue de Culiacán. Fue descuartizado por los españoles.
- 13 de enero: Pordenone, pintor italiano (n. 1483)
- 15 de enero: Fadrique de Portugal, religioso español.
- 5 de marzo: Nuno da Cunha, explorador portugués (n. 1487)
- 12 de marzo: Tomás Bolena, cortesano inglés padre de Ana Bolena, Jorge Bolena y María Bolena (n.1477).
- 1 de mayo: Isabel de Portugal, esposa del rey Carlos I de España (n. 1503)
- 7 de mayo: Gurú Nanak, profeta del Sijismo
- Estebanico, esclavo que acompañó a Álvar Núñez Cabeza de Vaca.